# Laranjeiras
Laranjeiras – stacja metra w Lizbonie, na linii Azul. Została otwarta 14 października 1988 wraz ze stacjami Colégio Militar/Luz i Alto dos Moinhos, w ramach rozbudowy tej linii do strefy Benfica.
Stacja znajduje się na Estrada das Laranjeiras, w pobliżu skrzyżowania z Rua Xavier Araújo. Projekt architektoniczny jest autorstwa António J. Mendesa i malarza Rolando Sá Nogueira we współpracy z rzeźbiarzem Fernando Conduit.